# Atzurita
L'atzurita és un mineral de la classe dels carbonats que rep el seu nom originàriament del persa lazaward (blau); nom canviat en l'actual azurite per François Sulpice Beudant l'any 1824.

## Característiques
Com indica la seva fórmula química, l'atzurita és un carbonat de coure bàsic, i és formada per 69,2% de coure (Cu2+), 25,6% de diòxid de carboni (CO₂) i 5,2% d'aigua. En escalfar-se, l'atzurita es descompon: perd el CO₂ i l'aigua, i només queda d'ella una pols negra, que és òxid de coure (II). L'atzurita és un dels dos bàsics minerals carbonats de coure (II), juntament amb la malaquita, de color verd brillant.
Segons la classificació de Nickel-Strunz, l'atzurita pertany a «05.BA: Carbonats amb anions addicionals, sense H₂O, amb Cu, Co, Ni, Zn, Mg, Mn» juntament amb els següents minerals: georgeïta, glaucosferita, kolwezita, malaquita, mcguinnessita, nul·laginita, pokrovskita, rosasita, zincrosasita, txukanovita, auricalcita, hidrozincita, holdawayita, defernita, loseyita i sclarita.
L'atzurita és tòxica, com tots els minerals que contenen coure, però es pot manipular tranquil·lament amb les mans causa de la seva baixa toxicitat, comparada amb altres minerals de metalls pesants, com el cinabri.

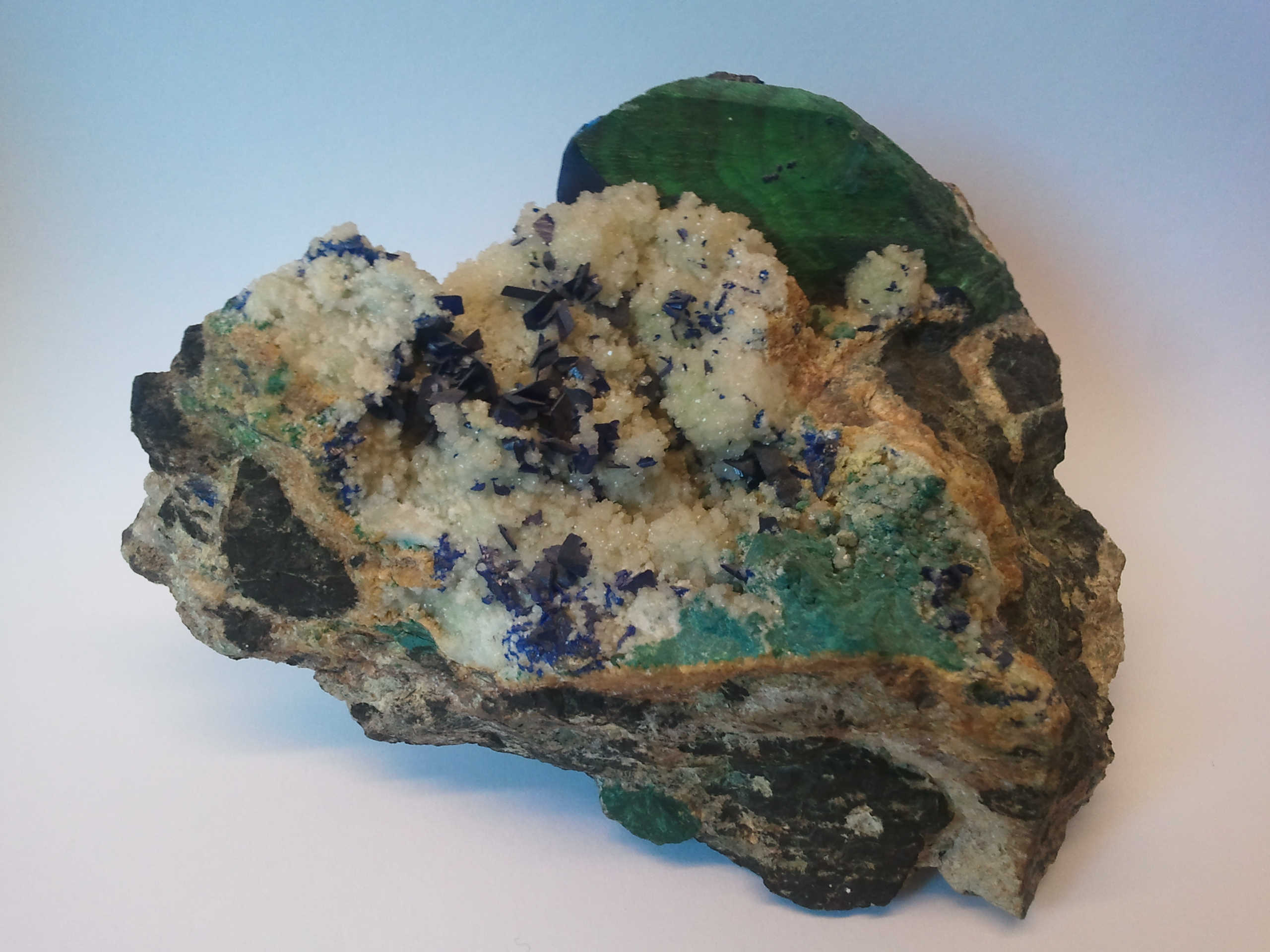
Malaquita pseudomòrfica després d'atzurita, de Tsumeb (Namíbia)

## Formació
És una substància molt inestable, i en certes condicions de pressió i temperatura, tendeix a transformar-se en malaquita, de la qual acostuma a trobar-se acompanyada. Aquests canvis són molt lents però constants, i consisteixen en la substitució d'una molècula de CO₂ per una d'aigua (H₂O) en dues unitats d'atzurita, de manera que s'oxiden donant lloc a tres de malaquita. Quan això passa, els cristalls mantenen la seva forma (aquest fenomen es denomina pseudomorfisme), de manera que l'únic canvi a ull nu és la color, que passa de blau a un verd molt viu.

## Localització
L'atzurita ha estat descrita en tots els continents, exceptuant-ne l'Antàrtida, en una gran quantitat d'ambients de formació i contextos geològics. A Catalunya s'ha descrit a les següents localitats:
- Mines el Remei, La Castanya, El Brull, Osona
- Pedrera i Mina Berta, Sant Cugat del Vallès-El Papiol, Vallès Occidental-Baix Llobregat
- Pedrera del Turó de Montcada, Montcada i Reixac, Vallès Occidental
- Pedreres de Gualba, Gualba, Vallès Oriental
- Mina Ca L'Estivalca, Quart, Gironès
- Mines d'Osor, Osor, La Selva
- Mina les Ferreres mine, Rocabruna, Camprodon, Ripollès
- Vall de Ribes, Ripollès
- Mina Serra Mata, Bar, Toloriu, Alt Urgell
- Mines Liat, Vielha e Mijaran, Vall d'Aran
- Mina Eureka, Castell-estaó, El Pallars Jussà
- Mina Solita, Peramea, Pallars Sobirà
- Mina de barita, Castell d'Escornalbou, Baix Camp
- Mina Atrevida, Vimbodí, Conca de Barberà
- Mina Eugenia, Bellmunt del Priorat, Priorat
- Mina Regia, Bellmunt del Priorat, Priorat
- Cornudella de Montsant, Priorat
- Mina de la Turquesa, Cornudella de Montsant, Priorat
- El Molar, Priorat
- Mina Linda Mariquita, El Molar, Priorat
- Mina Bessó, Ulldemolins, Priorat
- Mina Maria Magdalena, Ulldemolins, Priorat

## Usos
L'atzurita s'usa com a pedra ornamental, en joieria i per al col·leccionisme, puix que és especialment cridanera si està combinada amb malaquita. Emprat antigament com a pigment, era conegut també com blau d’Alemanya. Es va deixar d'emprar pel fet que amb el temps es converteix en malaquita i es torna verd. Quan es mescla amb rovell d'ou es torna verd-grisenca. Anàlisis químiques han mostrat que s'usava freqüentment l'atzurita provinent principalment de la zona de Lió (França) com una font de blaus en pintures medievals com a alternativa al lapislàtzuli, que procedia de l'Afganistan. Es considera una mena de coure perquè, encara que és molt poc important, revela la presència d'altres menes, en anar associada amb aquestes.